# Эммонс, Луиза
Луиза Эммонс (англ. Louise H. Emmons) — американская женщина-зоолог, работает в Национальном музее естественной истории Смитсонианского института.

## Образование
Бакалавр: Колледж им. Сары Лоуренс, 1965
Доктор философии: Корнеллский университет, 1975

## Научные интересы
Луиза Эммонс исследует экологию тропических млекопитающих, а также она работала в Габоне, Мадагаскаре, Борнео, Папуа-Новой Гвинее и десяти странах тропиков Нового света. В наше время ее исследования включают в себя систематический просмотр грызунов семейства Echimyidae Южной Америки и многолетнее изучение фауны млекопитающих в саванно-лесной среде в Национальный парк Ноэль Кемпф Меркадо, Боливия (десять лет).

## Избранные публикации
- Грызунов dispersal of vesicular-arbuscular mycorrhizal fungi in Amazonian Peru, 1995
- Neotropical Rainforest Mammals: A Field Guide, 1997
- Identity of winge's lasiuromys villosus and the description of a new genus of echimyid грызунов: echimyidae, 1998
- Two new species of juscelinomys: muridae from bolivia, 1999
- Tupai: A Field Study of Bornean Treeshrews (Organisms and Environments), 2000
- A review of the named forms of Phyllomys (Rodentia: Echimyidae) with the description of a new species from coastal Brazil, 2002
- New species of oryzomys: muridae from eastern bolivia, 2005
- Puddles created by geophagous mammals are potential mineral sources for frugivorous bats (Stenodermatinae) in the Peruvian Amazon., 2010